# یواس‌اس فیسک (دی‌دی-۱۴۳)
یواس‌اس فیسک (دی‌دی-۱۴۳) (به انگلیسی: USS Fiske (DE-143)) یک زیردریایی بود که طول آن ۳۰۶ فوت ۰ اینچ (۹۳٫۲۷ متر) بود. این زیردریایی در سال ۱۹۴۳ ساخته شد.